# Фаруэлл (город, Миннесота)
Фаруэлл (англ. Farwell) — город в округе Поп, штат Миннесота, США. На площади 0,7 км² (0,7 км² — суша, водоёмов нет), согласно переписи 2002 года, проживают 57 человек. Плотность населения составляет 76,6 чел./км².
- FIPS-код города — 27-20690[1]
- GNIS-идентификатор — 0643575[2]